# وریزیا هایروجلیفیکا
وریزیا هایروجلیفیکا(نام علمی: Vriesea hieroglyphica) نام یک گونه از تیره آناناسیان است.

## نگارخانه

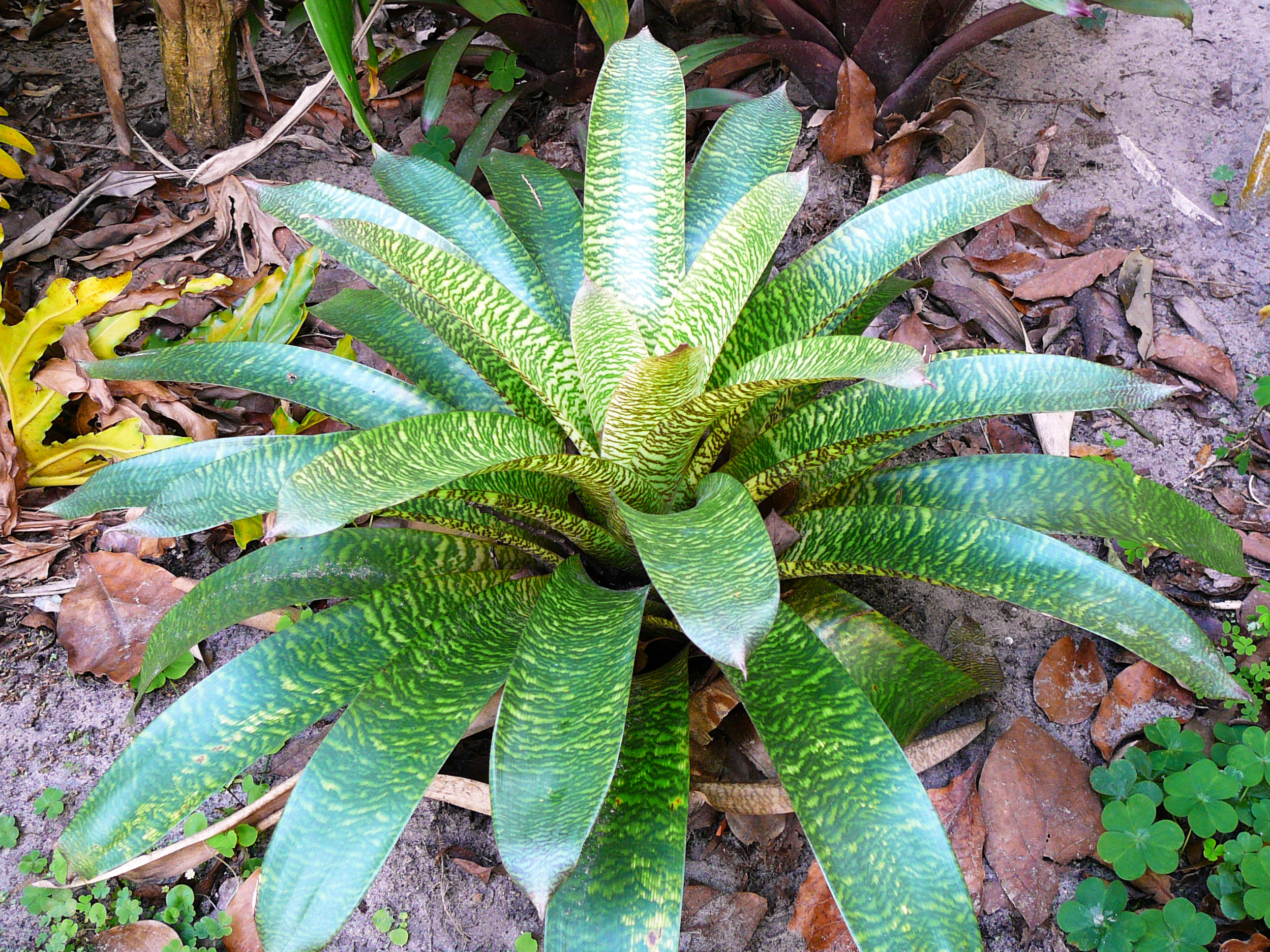
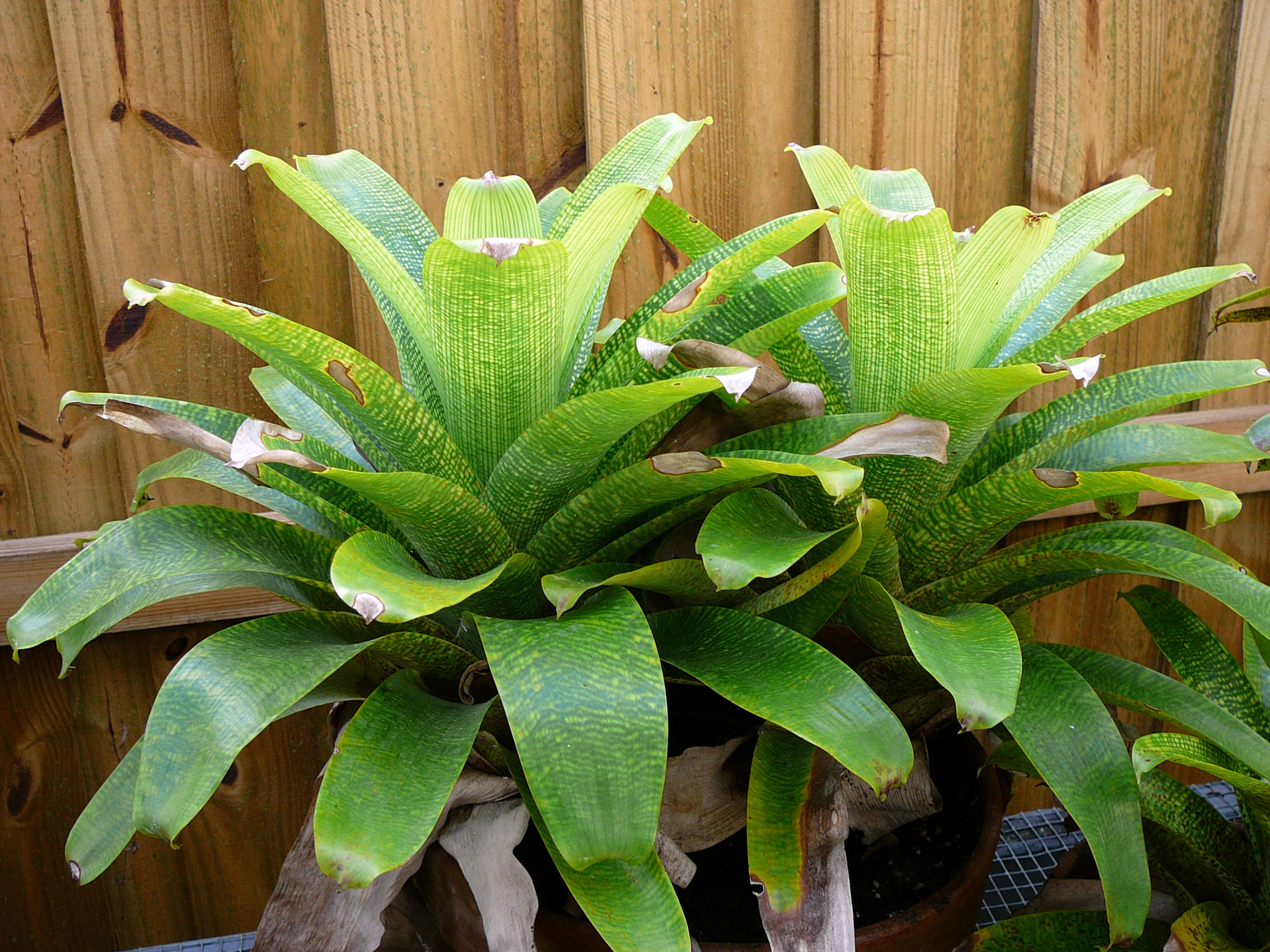